# Eurodryas minor
Eurodryas minor är en fjärilsart som beskrevs av Vorbrodt och Müller-rutz 1916. Eurodryas minor ingår i släktet Eurodryas och familjen praktfjärilar. Inga underarter finns listade i Catalogue of Life.